# Gaúcho (football)
Pour les articles homonymes, voir Gaucho (homonymie).
Eric Freire Gomes, plus communément appelé Gaúcho est un footballeur brésilien né le 22 septembre 1972 à Recife.